# Firmino Herculano de Morais Âncora
Firmino Herculano de Morais Âncora (Lisboa, 25 de setembro de 1790 — Rio de Janeiro, 17 de julho de 1862) foi um engenheiro militar das Forças Armadas do Brasil durante a época imperial. 
De origem lusitana, filho de José Joaquim Batista Ancora e de Maria Bárbara de Morais, Firmino Herculano veio para o Brasil na época da imigração a Família Real Portuguesa, em 1808. Chegou a ser um dos mais destacados alunos da então denominada Academia Real Militar que deu origem ao atual Instituto Militar de Engenharia (IME). Tornou-se assim um famoso engenheiro da primeira metade do século XIX, conduzindo importantes construções na cidade de Recife, quando atuava como Diretor de Obras Públicas. 
Durante a legislatura de 1835-1837, quando ocupava o posto de tenente-coronel, foi deputado da Assembleia de Pernambuco. 
Em 1841, chegou a ser solicitado pelo governador de Pernambuco, Francisco do Rego Barros, para que construísse o novo Palácio Provincial, no mesmo local onde se situava a sede do governo de Maurício de Nassau e que, posteriormente, ficou conhecido como Palácio das Princesas, tornando-se um dos principais pontos turísticos da capital pernambucana. Também comandou a Escola Militar da Corte numa época em que houve uma reformulação dos seus cursos e foram introduzidas disciplinas relacionadas à engenharia civil, devido ao Decreto n.° 140, de 1842, ao invés do ensino de caráter exclusivamente militar. 
Firmino Herculano foi casado com Francisca Ludovina de Gusmão Lobo, falecida em 1841, sendo pai do marechal-de-campo Aires Antônio de Morais Âncora e de Maria Bárbara de Morais Âncora (1826-1905), a qual consorciou-se com o marechal Francisco Carlos da Luz.